# Hình thang vuông
Trong hình học Euclid, hình thang vuông là hình thang có một góc vuông. Hình thang vuông là một trường hợp đặc biệt của hình thang.
Tổng quát, ta có:
{\displaystyle \Diamond ABCD} là hình thang vuông (đáy AB, CD) {\displaystyle \Longleftrightarrow \angle A=\angle D=90^{\circ }} hoặc {\displaystyle \angle B=\angle C=90^{\circ }}

## Dấu hiệu nhận biết
Hình thang có một góc vuông là hình thang vuông
Như hình bên: hình thang ABCD có {\displaystyle {\widehat {A}}}= {\displaystyle 90^{\circ }}{\displaystyle \Rightarrow }ABCD là hình thang vuông

## Diện tích, chu vi

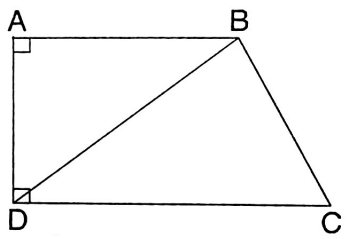
Hình thang vuông

### Diện tích
S = {\displaystyle {\frac {a+b}{2}}}. h
Trong đó:
- a là độ dài đáy bé AB
- b là độ dài đáy lớn CD
- h là độ dài đường cao AD

∗Phát biểu bằng lời: diện tích hình thang bằng nửa tổng hai đáy nhân với chiều cao.

### Chu vi
P = a + b + c + d
Trong đó:
- a, b, c, d là độ dài các cạnh đáy và các cạnh bên của hình thang vuông ABCD

∗Phát biểu bằng lời: chu vi hình thang bằng tổng tổng độ dài của hai đáy và hai cạnh bên hoặc chu vi hình thang bằng tổng độ dài tất cả các cạnh.